# Jozef Pribilinec
Jozef Pribilinec (Kremnica, 6 juli 1960) is een voormalig Tsjecho-Slowaaks snelwandelaar.

## Loopbaan
Pribilinec eindigde tijdens de eerste Wereldkampioenschappen atletiek in 1983 de zilveren medaille achter de Mexicaan Ernesto Canto. Op 24 september 1983 liep Pribilinec in het Noorse Bergen een wereldrecord van 1:19.30. Dit was een verbetering van 5 seconden ten opzichte van het vorige record. Dit record hield stand tot in 1987.
De Olympische Spelen van 1980 in het Amerikaanse Los Angeles moest Pribilinec aan zich voorbij laten gaan door de boycot van de spelen door het Oostblok. In 1986 werd Pribilinec  in Stuttgart Europees kampioen op de 20 kilometer. Tijdens de Wereldkampioenschappen atletiek 1987 behaalde hij opnieuw de zilveren medaille, ditmaal achter de Italiaan Maurizio Damilano. Pribilinec behaalde zijn grootste succes door olympisch goud te behalen in Seoel tijdens de Olympische Spelen van 1988.

## Persoonlijke records
| Onderdeel | Prestatie | Datum             |
| --------- | --------- | ----------------- |
| 20km      | 1:19.30   | 24 september 1983 |

## Belangrijkste prestaties

### 10 km snelwandelen
| Jaar | Wedstrijd | Plaats | Tijd     |
| ---- | --------- | ------ | -------- |
| 1979 | EK U20    | Goud   | 41.04,71 |

### 20 km snelwandelen
| Jaar | Wedstrijd | Plaats | Tijd       |
| ---- | --------- | ------ | ---------- |
| 1980 | OS        | 20e    | 1:42.52,4  |
| 1982 | EK        | Zilver | 1:25,55    |
| 1983 | WK        | Zilver | 1:20.59    |
| 1986 | EK        | Goud   | 1:21.15    |
| 1987 | WK        | Zilver | 1:21.07    |
| 1988 | OS        | Goud   | 1:19.57 OR |
| 1993 | WK        | 17e    | 1:26.11    |